# Joseph Nathan
Joseph Edward Nathan (Londra, 2 marzo 1835 – Londra, 2 maggio 1912) è stato un imprenditore britannico.

## Biografia
Nacque a Londra il 2 marzo 1835, nella zona di Houndsditch, da Edward Ezekiel, un sarto, e Rachel Davis, di religione ebraica, di cui era il sesto di otto figli. All'età di 12 anni Joseph iniziò a lavorare con suo padre come sarto, poi in un negozio di mobili, e allo stesso tempo frequentava corsi serali al Bishopsgate Institute.
Nel 1853 emigrò in Australia, e si stabilì a Melbourne, dove aprì un negozio di forniture per minatori. Nella città australiana conobbe Dinah Marks, di famiglia di commercianti ebrei anch'essi giunti dall'Inghilterra, da cui ebbe tredici figli. Poiché le sue prospettive a Melbourne erano limitate dalla mancanza di capitali, nel 1857 Nathan si spostò in Nuova Zelanda, dove molti dei suoi parenti si erano stabiliti. Sua sorella Kate aveva sposato un mercante di Wellington, Jacob Joseph (un parente dei Nathan), che nonostante fosse stato ostacolato dalla cecità aveva prosperato. Fu assunto come dipendente nella società del cognato, la Jacob Joseph & Company, un'attività di import-export che commercializzava beni prodotti in Inghilterra (sapone, candele, catrame, ferramenta, articoli di cancelleria, tendaggi, generi alimentari e medicine). Nel 1861, Nathan divenne socio della Joseph & Co., ma diversi anni più tardi, il cognato per via dell'età si ritirò dalla società, che rilevò nel 1873 e trasformò in Joseph Nathan & Company. Divenuto importante esponente della comunità ebraica di Wellington, e legato politicamente al primo ministro neozelandese Julius Vogel, dal 1870 al 1874 fu presidente della Wellington Hebrew Congregation. 
Dopo il 1890, le attività della Nathan & Co. si concentrarono sul commercio e l'esportazione verso l'Inghilterra del cotone prodotto dalle cooperative agricole neozelandesi. Nel 1899, la Joseph Nathan & Co. venne trasferita in Inghilterra, e Louis Nathan (1860-1933), uno dei figli di Joseph, diversi anni dopo entrò nel business del latte in polvere prodotto in Nuova Zelanda, ed assieme a Frank Debenham, nel 1903 fondò a Londra la The Dried Milk Company. Nel 1905, gli altri membri della famiglia Nathan si interessarono alla produzione e commercializzazione del latte in polvere, e diedero vita alla Imperial Dried Milk Company. Una fabbrica appositamente costruita a Bunnythorpe in Nuova Zelanda produceva latte in polvere che veniva venduto principalmente alla rinfusa per i clienti della ristorazione e militari. Un altro suo figlio, Alec Nathan (1872-1954), nel 1906 inventò il marchio Glaxo per commercializzare il latte in polvere prodotto dall'azienda di famiglia. 
Morì a Londra il 2 maggio 1912, e la guida della società venne assunta dai suoi figli, con i quali entrerà nel settore farmaceutico, e che nel 1947 diverrà Glaxo Laboratories.